# Țârnaica
Țârnaica (în sârbă Црнајка, cu alfabetul latin: Crnajka) este un sat din comuna Maidan, Serbia. Conform recensământului din 2011, satul are o populație de 890 de persoane, majoritatea fiind români.

## Demografie
| An        | 1948 | 1953 | 1961 | 1971 | 1981 | 1991 | 2002 | 2011 |
| --------- | ---- | ---- | ---- | ---- | ---- | ---- | ---- | ---- |
| Populație | 1413 | 1460 | 1554 | 1343 | 1330 | 1256 | 1099 | 890  |